# 土耳其陆军
土耳其陆军（土耳其語：Türk Kara Kuvvetleri）是土耳其军队地面作战的分支，土耳其陆军组建于奥斯曼帝国解体后。土耳其陆军建立后所参与的重大军事行动包括土耳其旅参与1950年至1953年的朝鲜战争、1974年入侵塞浦路斯。冷战期间，土耳其陆军是北大西洋公约组织的重要一环。除了军事行动外，土耳其陆军与土耳其军队另外两军频繁参与本国政治，现受到土耳其国家安全委员会的监管。叙利亚内战爆发后，土耳其陆军出兵进行了干涉。